# Balkanska liga
Balkanska liga je bila vojaška zveza med Srbijo, Črno goro, Grčijo in Bolgarijo proti Osmanskemu cesarstvu. Zveza je bila na srbsko pobudo ustanovljena leta 1912, njena vojna napoved osmanski državi oktobra istega leta pa je vodila v prvo balkansko vojno. 
Namen zveze je bil dokončen pregon Osmanov z Balkanskega polotoka z razdelitvijo ozemelj.
Zveza je razpadla že leta 1913, ko so se zmagovalke prve balkanske vojne sprle med seboj zaradi delitve Makedonije, kar je vodilo v nov spopad, in sicer v drugo balkansko vojno. 